# Campionat d'Europa de futsal UEFS femení 2009
El Campionat d'Europa de futsal UEFS femení 2009 es va disputar a Paczków (Polònia) del 8 al 12 de desembre de 2009, amb la participació de set seleccions nacionals. Bèlgica va renunciar a participar-hi a darrera hora.

## Participants
| Grup A | Grup A          |
| ------ | --------------- |
|        | Bulgària        |
|        | Galícia         |
|        | Polònia         |
|        | República Txeca |

| Grup B | Grup B    |
| ------ | --------- |
|        | Catalunya |
|        | Itàlia    |
|        | Rússia    |
|        |           |

## Fase Regular
Llegenda
En les taules següents:
| Pts = Punts totals PJ = Partits jugats PG = Partits guanyats PE = Partits empatats PP = Partits perduts |  | GF = Gols a favor GC = Gols en contra DG = Diferència de gols (GF-GC) Ressaltat en verd = Equip classificat per a semifinals. |  |  |

### Grup A
| GRUP A     | Pts | PJ | PG | PE | PP | GF | GC | DG  |
| ---------- | --- | -- | -- | -- | -- | -- | -- | --- |
| Galícia    | 9   | 3  | 3  | 0  | 0  | 18 | 4  | +14 |
| Rep. Txeca | 6   | 3  | 2  | 0  | 1  | 13 | 6  | +7  |
| Polònia    | 3   | 3  | 1  | 0  | 2  | 9  | 8  | +1  |
| Bulgària   | 0   | 3  | 0  | 0  | 3  | 3  | 25 | -22 |

| 8 de desembre - 18:30 |     |         |         |
| República Txeca       | 4-2 | Polònia | Paczków |
|                       |     |         | Paczków |

| 8 de desembre - 20:00 |      |          |         |
| Galícia               | 11-2 | Bulgària | Paczków |
|                       |      |          | Paczków |

| 9 de desembre - 16:30 |     |         |         |
| República Txeca       | 2-3 | Galícia | Paczków |
|                       |     |         | Paczków |

| 9 de desembre - 18:00 |     |          |         |
| Polònia               | 7-0 | Bulgària | Paczków |
|                       |     |          | Paczków |

| 10 de desembre - 15:00 |     |                 |         |
| Bulgària               | 1-7 | República Txeca | Paczków |
|                        |     |                 | Paczków |

| 10 de desembre - 18:00 |     |         |         |
| Galícia                | 4-0 | Polònia | Paczków |
|                        |     |         | Paczków |

### Grup B
| GRUP B    | Pts | PJ | PG | PE | PP | GF | GC | DG  |
| --------- | --- | -- | -- | -- | -- | -- | -- | --- |
| Rússia    | 6   | 2  | 2  | 0  | 0  | 16 | 2  | +14 |
| Catalunya | 3   | 2  | 1  | 0  | 1  | 14 | 3  | +11 |
| Itàlia    | 0   | 2  | 0  | 0  | 2  | 0  | 25 | -25 |

| 8 de desembre - 21:30 |      |        |         |
| Catalunya             | 12-0 | Itàlia | Paczków |
|                       |      |        | Paczków |

| 9 de desembre - 20:00 |     |           |         |
| Rússia                | 3-2 | Catalunya | Paczków |
|                       |     |           | Paczków |

| 10 de desembre - 16:30 |      |        |         |
| Rússia                 | 13-0 | Itàlia | Paczków |
|                        |      |        | Paczków |

## Fase Final
|  | Semifinals     | Semifinals     |  |                               | Final                         | Final  |
|  |                |                |  |                               |                               |        |
|  | 11 de desembre |                |  |                               |                               |        |
|  | Galícia        | 4              |  |                               |                               |        |
|  | Catalunya      | 1              |  |                               |                               |        |
|  |                |                |  |                               |                               |        |
|  |                |                |  |                               | 12 de desembre                |        |
|  |                |                |  |                               | Galícia                       | desq.* |
|  |                | Rússia         |  |                               |                               |        |
|  |                |                |  |                               |                               |        |
|  |                |                |  |                               |                               |        |
|  |                |                |  |                               | Tercer lloc                   |        |
|  | 11 de desembre | 11 de desembre |  | 12 de desembre Partit amistós | 12 de desembre Partit amistós |        |
|  | Rússia         | 2              |  | Catalunya                     | 0                             |        |
|  | Rep. Txeca     | 1              |  |                               | Rep. Txeca                    | 1      |

Semifinals
| 11 de desembre - 18:00 |     |           |         |
| Galícia                | 4-1 | Catalunya | Paczków |
|                        |     |           | Paczków |

| 11 de desembre - 20:00 |              |                 |         |
| Rússia                 | 2-1 pròrroga | República Txeca | Paczków |
|                        |              |                 | Paczków |

5è lloc
| 11 de desembre - 16:30 |      |        |         |
| Polònia                | 12-1 | Itàlia | Paczków |
|                        |      |        | Paczków |

Partit amistós
| 12 de desembre - 17:00 |     |                 |         |
| Catalunya              | 0-1 | República Txeca | Paczków |
|                        |     |                 | Paczków |

FINAL
| 12 de desembre - 19:00 |         |        |         |
| Galícia                | desq. * | Rússia | Paczków |
|                        |         |        | Paczków |

(*) A la final, Galícia va ser desqualificada

## Classificació final
| Classificació final | Classificació final |                 |
| ------------------- | ------------------- | --------------- |
| Medalla d'or        | Rússia              |                 |
| 2.                  | -                   |                 |
| 3.                  | Catalunya           | República Txeca |
| 4.                  | Polònia             |                 |
| 5.                  | Itàlia              |                 |
| 6.                  | Bulgària            |                 |